# Bono Patacón
Bono Patacón es una denominación que se le dio a una serie de bonos de emergencia (técnicamente llamados Letras de Tesorería para Cancelación de Obligaciones), emitidos entre 2001 y 2002, mediante la ley 12.727, en la Provincia de Buenos Aires, durante el gobierno de Carlos Ruckauf. Un patacón equivalía nominalmente a un peso convertible.
Fueron creados como una "moneda paralela" dado que, por restricciones impuestas por la Ley de Convertibilidad desde 1991, la emisión monetaria se encontraba restringida. Frente a la falta de liquidez resultante, estos bonos fueron ideados como un modo alternativo de financiamiento, en el marco de crisis que afectaba al país. Pero bajo ningún aspecto ni en ningún momento fueron denominados oficialmente como monedas ya que no eran de curso legal forzoso para la cancelación de obligaciones.
En un principio su circulación no estuvo exenta de controversias, ya que inicialmente se utilizaron para pagar salarios de la administración pública, haciéndolos circular en la economía de manera compulsiva. Como contraprestación por esta adopción forzada, se permitía a la ciudadanía el pago de algunos impuestos. Fruto de la crisis, los comercios también comenzaron a aceptarlos, en la mayoría de los casos respetando su valor nominal, tanto en la provincia de Buenos Aires como en la Capital Federal. Sin embargo, los patacones se transaban en el mercado a un valor menor al del peso, acercando su cotización al valor nominal a medida que se aproximaba su vencimiento.
Se emitieron valores de 1, 2, 5, 10, 20, 50 y 100 patacones. También existió el patacón de 50 centavos, aunque de muy escasa circulación.
Este bono tenía una tasa de interés del 7% y hubo dos series (la serie A vencía en 2003, mientras que la B en 2006). Se calcula que el monto total de emisión llegó a 2705 millones de patacones y la impresión de estos bonos fue llevada a cabo por la imprenta Ciccone Calcográfica.
A partir de la eliminación de la Ley de Convertibilidad en Argentina, y dado que el Banco Central podía emitir pesos sin el respaldo equivalente en dólares, el gobierno nacional puso en circulación mayor cantidad de moneda de curso legal, haciendo innecesario el uso de este instrumento y otros bonos similares. En este contexto, el gobierno provincial ofreció a fines de 2003 rescatar hasta el 100% de los patacones que había en circulación. El capital e intereses de los patacones de la serie B cuyos tenedores no adhirieron a esa oferta de rescate serían pagados a partir del 13 de noviembre de 2006.
Los billetes de patacones que lograron ser rescatados fueron almacenados en la bóveda del Banco de la Provincia de Buenos Aires, y en agosto de 2016 fueron finalmente destruidos.